# 斯塔韋伊峰
46°16′01″N 10°42′58″E / 46.26686°N 10.71619°E
斯塔韋伊峰（義大利語：Cima di Stavei），是意大利的山峰，位於該國北部，由特倫蒂諾-上阿迪傑大區負責管轄，屬於阿達梅洛-普雷薩內拉阿爾卑斯山脈的一部分，海拔高度2,504米，每年平均降雨量1,357毫米。